# Хандагайти
Хандагайти (тув.: Хандагайты) — село у Республіці Тува, Росія, центр Овюрського кожууна. Селище розташовано поруч із кордоном з Монголією, тут є однойменний пункт пропуску.

## Населення
| 2011 | 2012 | 2013 | 2014 | 2015 |  |
| ---- | ---- | ---- | ---- | ---- |  |
| 3202 | 3116 | 3088 | 3110 | 3117 |  |